# Rakovița, Vidin
Rakovița (în bulgară Раковица) este un sat în comuna Makreș, regiunea Vidin,  Bulgaria. 

## Demografie
Componența etnică a satului Rakovița
     Bulgari (98,42%)
     Nicio identificare (1,57%)
     Altele (0%)
La recensământul din 2011, populația satului Rakovița era de 508 locuitori. Din punct de vedere etnic, majoritatea locuitorilor (98,42%) erau bulgari. Pentru 1,57% din locuitori nu este cunoscută apartenența etnică.